# Station Varde Vest
Station Varde Vest is een station in Varde in Denemarken. Het station ligt aan de spoorlijn van Varde naar Tarm. Het wordt  bediend door de treinen van Esbjerg naar Nørre Nebel. 
Het relatief grote stationsgebouw is ontworpen door de architect Heinrich Wenck, die in dienst van de Danske Statsbaner alle stations aan de lijn naar Nørre Nebel heeft ontworpen. Varde Vest is zo fors omdat het naast station ook werd gebouwd als hoofdkantoor van de spoorwegmaatschappij die de lijn exploiteerde.  